# Witoldów (Grande-Pologne)
Pour les articles homonymes, voir Witoldów.
Witoldów est une localité polonaise de la gmina de Żelazków, située dans le powiat de Kalisz en voïvodie de Grande-Pologne.